# Mąkolice (powiat zgierski)
Mąkolice – wieś w Polsce położona w województwie łódzkim, w powiecie zgierskim, w gminie Głowno. W 2011 roku zamieszkiwały ją 662 osoby.
Wieś Mąkolice wzmiankowana była już w XIII w jako Mongolice, ludność pochodziła wówczas ze Wschodu – zostali tutaj osadzeni Tatarzy.
Mąkolice są siedzibą rzymskokatolickiej parafii św. Wojciecha Biskupa i Męczennika.
We wsi znajduje się wzniesiony w XV wieku drewniany kościół parafialny pw. śś. Wojciecha, Klemensa, Stanisława i Katarzyny. Budowę kościoła rozpoczął arcybiskup Wojciech Jastrzębiec, a ukończył w roku 1444 jego następca Wincenty Kot. Ponadto stoi tu stara drewniana szkoła z 1849 r. oraz kilka drewnianych chałup z 1. poł. XIX stulecia, które ocalały z pożaru trawiącego wieś w roku 1882. Na niektórych budynkach zachowały się tradycyjne tatarskie zdobienia (tangi) w formie strzał.
Według zapisów kroniki parafialnej: „Najstarsze kroniki polskie wymieniają Mongolice (tak brzmiała pierwotna nazwa) już w XIII wieku. Ludność Mongolic wywodzi się ze Wschodu. W jaki sposób sami przywędrowali lub zostali sprowadzeni, trudno ustalić. Jeszcze do dziś spotyka się tu ludzi o rysach wybitnie wschodnich. Nie ma chyba w Polsce zakątka i ludzi tak zaniedbanych przez ówczesne rządy jak w Mąkolicach”
Mąkolice są znanym ośrodkiem tkactwa i hafciarstwa ludowego. Znajduje się tu Zespół Szkół Publicznych (gimnazjum i szkoła podstawowa).
W latach 1954–1961 wieś należała i była siedzibą władz gromady Mąkolice, po jej zniesieniu w gromadzie Popów k/Głowna. W latach 1975–1998 miejscowość należała administracyjnie do ówczesnego województwa łódzkiego.

## Zabytki
Według rejestru zabytków Narodowego Instytutu Dziedzictwa na listę zabytków wpisane są obiekty:
- kościół pw. św. św. Wojciecha i Stanisława, drewniany, 1521, XVIII/XIX w., nr rej.: A/116 z 24.08.1967
- dzwonnica, drewniana, nr rej.: A/613 z 24.08.1967

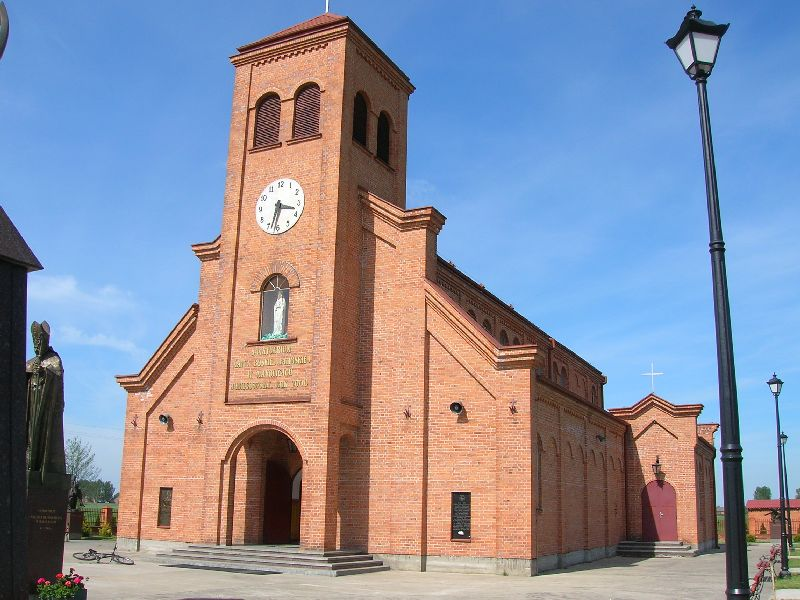
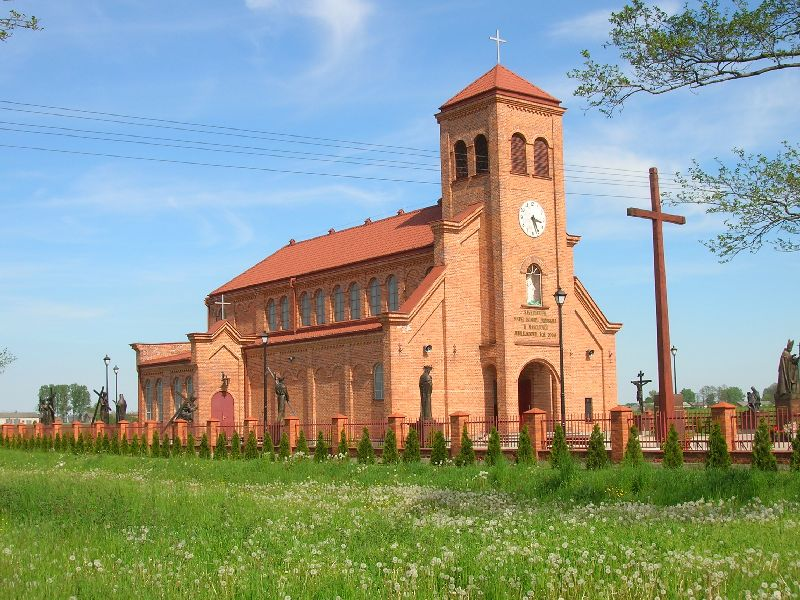
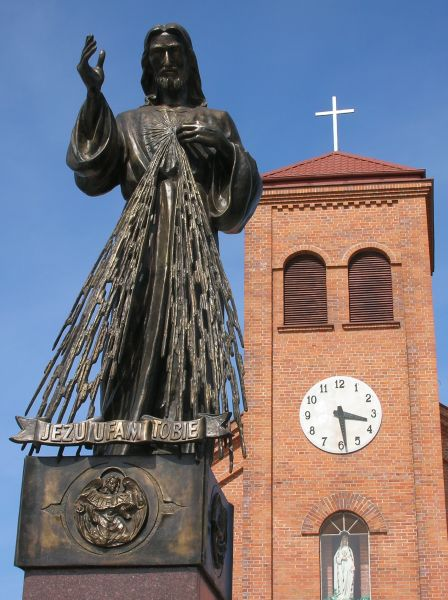